# Saint-Germain-Laval (Loira)
 Saint-Germain-Laval  es una población y comuna francesa, situada en la región de Ródano-Alpes, departamento de Loira, en el distrito de Roanne y cantón de Saint-Germain-Laval.

## Demografía
| 1569 | 1721 | 1777 | 1657 | 1510 | 1488 |
| Para los censos de 1962 a 1999 la población legal corresponde a la población sin duplicidades (Fuente: INSEE [Consultar]) |      |      |      |      |      |